# 滇华鲮
滇华鲮（学名：Sinilabeo lemassoni）为鲤科华鲮属的鱼类，是中国的特有物种。分布于元江水系等，常栖息于清水河段。该物种的模式产地在越南。

## 扩展阅读
維基物種上的相關：滇华鲮